# پالائو ناسیونال
پالائو ناسیونال ( کاتالان به معنای «کاخ ملی») ساختمانی در تپه مونچوییک در بارسلون است. این ساختمان، مکان اصلی برگزاری نمایشگاه بین‌المللی بارسلون ۱۹۲۹ بود. پالائو ناسیونال توسط یوجنیو کندویا و انریک کاتا زیر نظر Pere Domènech i Roura طراحی شده‌است. از سال ۱۹۳۴، این ساختمان خانه موزه هنر ملی کاتالونیا بوده‌است.
این ساختمان الهام‌گرفته از رنسانس اسپانیا، با عرصه ۳۲٫۰۰۰ متر مربع و دارای یک پلان مستطیل‌شکل است که توسط دو بخش مربعی جانبی و یک بخش مربعی در عقب، با گنبدی بیضی‌شکل در مرکز آن قرار دارد.
بین سال‌های ۱۹۹۶ تا ۲۰۰۴، این کاخ به گونه‌ای بازسازی شد که کل مجموعه آثار موزه هنر ملی، شامل بیش از ۵٫۰۰۰ اثر هنری را در خود جای دهد.